# Station Nishi-Umeda
 Station Nishi-Umeda  (西梅田駅, Nishi-Umeda-eki) is een metrostation in de wijk Kita-ku, Osaka, Japan. Het wordt aangedaan door de Yotsubashi-lijn. Het station maakt deel uit van een groot netwerk van stations (Osaka, Umeda, Higashi-Umeda en Kita-Shinchi), die allen met elkaar verbonden zijn door middel van winkelcentra en wandelgangen.

## Treindienst

### Yotsubashi-lijn(stationsnummer Y11)
| 1, 2 | ■ Yotsubashi-lijn | richting Namba Daikokuchō en Suminoekōen |

## Geschiedenis
Het station werd in 1965 geopend.

## Stationsomgeving
Het station wordt omringd door vele wolkenkrabbers, warenhuizen, kantoren en hotels.
- Diamor Osaka (ondergrondse stad)
- Centraal postkantoor van Osaka
- ACTY Osaka:
  - Daimaru (warenhuis)
  - Hotel Granvia Osaka
  - Sky restaurant
- Hanshin Warenhuizen
- Osaka Maru Gebouw
- Osaka Garden City (gebouwencomplex)
- Hilton Plaza Osaka (Hotelcomplex)
- Mainichi Shimbun-gebouw
- Breezé Tower

Nishi-Umeda · Higobashi · Hommachi · Yotsubashi · Namba · Daikokuchō · Hanazonochō · Kishinosato · Tamade · Kita-Kagaya · Suminoekōen